# 三口镇 (灌南县)
三口镇，是中华人民共和国江苏省连云港市灌南县下辖的一个乡镇级行政单位。

## 行政区划
三口镇下辖以下地区：
三口社区、大北社区、张湾社区、三口村、康渡村、三合村、窑河村、成湾村、潘老庄村、前圩村、汪圩村、长兴村、小北村、新河村、南华村、小南村、后河村、复兴村、大港村、刘码村和何庄村。